# 東格里芬 (喬治亞州)
東格里芬（英語：East Griffin）是位於美國喬治亞州斯波爾丁縣的一個人口普查指定地區。

## 地理
東格里芬的座標為33°14′21″N 84°14′02″W / 33.23917°N 84.23389°W，而該地最高點為海拔高度266米（即873英尺）。

## 人口
根據2010年美國人口普查的數據，東格里芬的面積為4.00平方千米，當中陸地面積為4.00平方千米，而水域面積為0.00平方千米。當地共有人口1635人，而人口密度為每平方千米408人。